# Vivien de l'Étang
Vivien de l'Étang, mort le 15 février 1208 à Coutances, est un évêque de Coutances du XIIIe siècle. 

## Biographie
Pendant l'épiscopat de Vivien de 1202 à 1208, la Normandie revient à la France après la conquête de Philippe-Auguste sur Jean sans Terre. Les seigneurs qui possèdent des terres en Angleterre et en Normandie, doivent opter entre les deux et beaucoup de paroisses restent sans seigneur.

## Source
- Histoire des évêques de Coutances, 1839